# Матубраимов, Алманбет Матубраимович
Алмамбет Матубраимович Матубраимов (род. 25 августа 1952, Кош-Этер, Ошская область) — четвёртый премьер-министр (13—14 декабря 1993 года), первый председатель (Торага) Собрания народных представителей (Верхняя палата) Жогорку Кенеша (Парламента) Кыргызской Республики (1995—1997 годы). Дважды баллотировался в Президенты Киргизии (2000, 2011 год). Инженер-технолог. Кандидат технических наук.

## Биография
Родился 25 августа 1952 года в селе Кошатер Узгенского района Ошской области Киргизской ССР.
В 1973 году окончил Ташкентский институт легкой и текстильной промышленности по специальности «Инженер-технолог». Служил в армии.
Свою трудовую деятельность начал в 1969 году и прошел путь от рабочего до начальника производства ОАО «Кыргызский камвольно-суконный комбинат». Был директором ОАО «Бишекская канефная фабрика».
Политическую деятельность начал в 1991 году, когда был назначен на должность первого заместителя, министра промышленности Киргизии, первого вице-премьер-министра и и. о. премьер-министра. В 1996 году был также председателем Межпарламентского комитета Беларуси, Казахстана, Киргизии и России (прообраз — Межпарламентской Ассамблеи Евразийского экономического сообщества (МПА ЕврАзЭС). В 2005 году Президентом Кыргызской Республики назначен на должность полномочного представителя Президента Кыргызской Республики. 2005—2006 годы — Постоянный представитель Киргизии при ЕврАзЭС. В 2010 году в качестве депутата Парламента Киргизии внес в парламент свой вариант Конституции Киргизии, в которой предлагал использовать президентскую форму правления. В настоящее время является советник директора ООО «ЧуйЭлектроСтрой», спикером Общественного объединения «Кыргыз Эл Биримдиги», Президент Общества дружбы «Кыргызстан — Россия».

## Семья
Женат, имеет трёх дочерей.

## Награды
- Орден «Манас» III степени (2022)[1].
- Орден «Содружество» (30 мая 2007, Межпарламентская ассамблея СНГ) — за активное участие в деятельности Межпарламентской Ассамблеи и её органов, вклад в укрепление дружбы между народами государств — участников Содружества[2].